# Хокон VII
Хо́кон VII (норв. Haakon VII, 3 августа 1872[…], Шарлоттенлунн, Копенгаген — 21 сентября 1957[…], Королевский дворец, Осло) — король Норвегии с 25 ноября 1905 года (коронован 22 июня 1906 года) до 21 сентября 1957 года.

## Биография
По рождению датский принц Карл (Кристиан Фредерик Карл Георг Вальдемар Аксель) из рода Глюксбургов, внук Кристиана IX. Отец Карла в 1906 году стал датским королём как Фредерик VIII, а старший брат впоследствии наследовал датский трон в 1912 году как Кристиан X. По матери Карл приходился внуком старшему брату Оскара II, не оставившему сыновей — Карлу XV, так что мог считаться гипотетически шведско-норвежским наследником по женской линии.

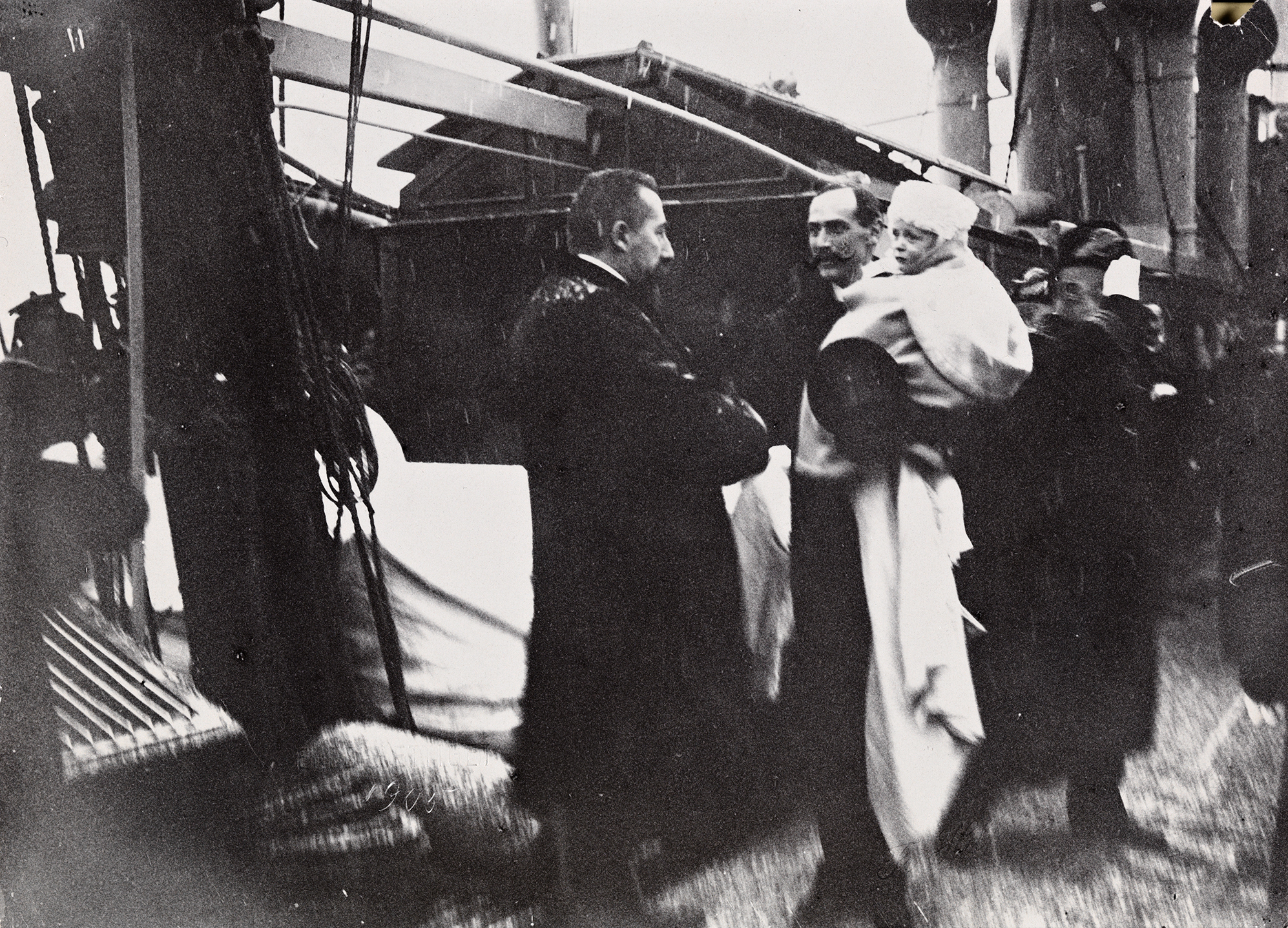
Премьер-министр Кристиан Микельсен приветствует назначенного короля Норвегии Хокона VII и принца Александра (впоследствии Улафа V) на норвежском военном корабле «Хеимдал» 25 ноября 1905 года.

В конце XIX века некогда сильная Швеция начала терять контроль над подвластной Норвегией. В развернувшихся событиях большую роль сыграл знаменитый полярный путешественник и первооткрываталь, а теперь начинающий политик и дипломат Фритьоф Нансен, ставший сторонником независимости Норвегии. Очередное обострение шведско-норвежских отношений произошло в феврале 1905 года, когда переговоры об урегулировании ситуации с консульской службой зашли в тупик. Кабинет Ф. Хагерупа, занявший умеренную позицию, сменился кабинетом К. Миккельсена (бывшего мэра Бергена), который главным пунктом своей программы объявил выход Норвегии из династической унии со Швецией.
Шведская сторона сочла разрыв унии незаконным и отказалась его принять. Норвегия в ответ объявила мобилизацию, на что Швеция потребовала провести в стране плебисцит о разрыве унии. Голосование прошло 13 августа 1905 года, его результаты были убедительны: около 260 000 голосов против унии и около 69 000 — за её сохранение. 23 сентября правительство Швеции согласилось на мирное расторжение унии и низложение шведского короля Оскара II.
В июле 1905 года Миккельсен направил Нансена в Копенгаген с секретным поручением — убедить принца Карла Датского занять норвежский престол. Нансен о ходе переговоров писал в дневнике:

Ещё летом я разговаривал с незрелым юношей, теперь он превратился в настоящего мужчину. И чем горячее он отстаивал свою правоту, тем более вызывал у меня уважение. <…> …Он именно тот человек и именно тех либеральных взглядов, которые подходят для норвежского трона. И всё-таки он продолжал стоять на том, что в таком важном вопросе должен высказаться народ, и заметил, что здесь он более либерален, чем я.
После разрыва унии в Норвегии были сильны позиции радикальных либералов, призывавших к установлению республики. Нансен считал, что агитация либералов ослабляет авторитет Норвегии за рубежом, и стремился как можно быстрее провести выборы норвежского короля. Нансен телеграфировал правительству условия принца Карла — плебисцит, причём сам принял активное участие в его организации, отметив либерализм будущего монарха. Референдум был проведён 12 и 13 ноября: за монархию проголосовали 259 563 избирателя, за республику — 69 254. 18 ноября стортинг утвердил результаты плебисцита и избрал принца Карла королём Норвегии, его двухлетнего сына Александра — кронпринцем. Новая королевская семья Норвегии покинула Данию на датской королевской яхте «Даннеброг» и прибыла в Осло-фьорд. В крепости Оскарборг они пересели на датский бронепалубный крейсер «Хеимдал», переведенный незадолго до этого в кадетский корабль «Хемдал». После трех дней пути от Дании они прибыли в Кристианию (Осло) рано утром 25 ноября 1905 года на корабле «Хеимдал», где короля и его семью встречали премьер-министр Норвегии Кристиан Микельсен, а также Фритьоф и Ева Нансены.
Коронация новых короля и королевы состоялась в Нидаросском соборе 22 июня 1906 года. Это была последняя коронация скандинавского монарха. Все последующие короли проходили процедуру инвеституры.

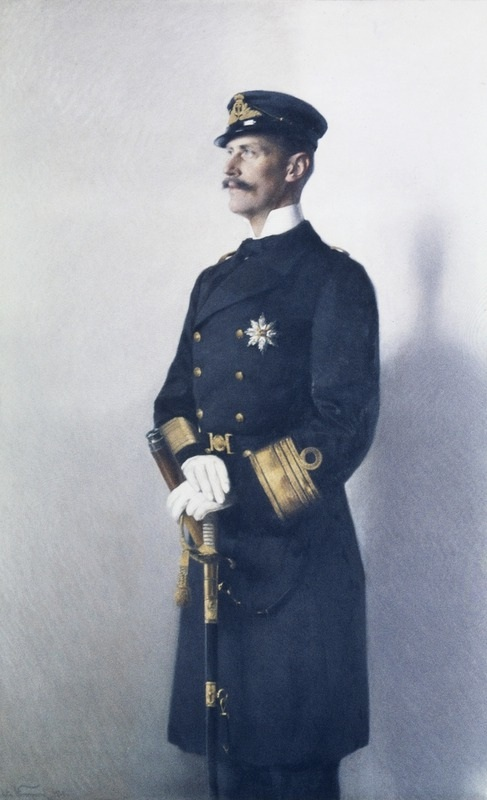
Портрет Хокона VII кисти Асты Нёррегор, 1920

В честь короля Хокона и его семьи Амундсен назвал ряд географических объектов в Антарктиде.
Во время Второй мировой войны Норвегия была оккупирована нацистской Германией. Так в Норвегии фактическая власть оказалась в руках бывшего министра обороны Видкуна Квислинга. Благодаря промедлению немцев при оккупации Осло, а также грамотным действиям оказавшегося готовым к войне Карла Иоахима Хамбро, король и правительство успели покинуть столицу на специальном поезде за полчаса до появления противника.
Хокон VII с семьёй эмигрировал 9 июня 1940 г., возглавив правительство в Лондоне, его вензель — H7 — стал в Норвегии символом Сопротивления. Пользовался огромной популярностью среди норвежцев, его 52-летнее царствование — одно из самых продолжительных в XX веке. Хотя Конституция Норвегии наделяет короля значительными исполнительными полномочиями, на практике почти все крупные правительственные решения принимались Правительством (государственным Советом) от его имени. Хокон ограничился беспартийными ролями, не вмешиваясь в политику, что продолжили его сын и внук. Однако его длительное правление дало ему значительный моральный авторитет как символ единства страны.
Хокон, королева Мод и наследный принц Олаф заинтересовались лыжным спортом. Этот вид спорта часто рассматривается как типично норвежский. Их часто видели с лыжами во время экскурсии. Впоследствии Олаф стал чемпионом по прыжкам с трамплина.
Норвежский исследователь и лауреат Нобелевской премии Фритьоф Нансен стал другом королевской семьи.
В 1927 году Норвежская рабочая партия стала крупнейшей партией в парламенте, а в начале следующего года первое правительство Рабочей партии Норвегии пришло к власти. Рабочая партия считалась революционной и вице-премьер советовал не назначать Кристофера Хорнсруда в качестве премьер-министра. Хокон, однако, отказался от парламентского съезда и попросил Хорнсруда сформировать новое правительство. В ответ на критику этого шага, он заявил: «Я король коммунистов».
Королева Мод умерла 20 ноября 1938 года.

### Немецкая оккупация Норвегии
Норвегия была атакована военно-морскими и военно-воздушными силами нацистской Германии утром 9 апреля 1940 года. Немецкому военно-морскому соединению, направленному на захват Осло, противостояла крепость Оскарсборг. Крепость обстреляла захватчиков, потопив тяжёлый крейсер «Блюхер» и повредив тяжёлый крейсер «Лютцов», с большими потерями для немцев (включающими военнослужащих и административный персонал) которые должны были оккупировать норвежскую столицу. Это помешало захватчикам оккупировать Осло на рассвете, как планировалось. Задержка с оккупацией Осло со стороны Германии, а также оперативные действия президента стортинга Карла Йоакима Хамбро создали возможность для норвежской королевской семьи, кабинета министров и большинства из 150 членов стортинга (парламента) поспешно покинуть столицу специальным поездом.
Стортинг впервые собрался в Хамаре в тот же день, но с быстрым продвижением немецких войск был вынужден перебраться в Эльверум. Собранный стортинг единогласно принял резолюцию, так называемое «Эльверумское разрешение», наделяющее кабинет министров всеми полномочиями защищать страну до тех пор, пока стортинг не сможет собраться вновь.
На следующий день посланник Германии в Норвегии Курт Бройер потребовал встречи с Хоконом. Немецкий дипломат призвал Хокона принять требования Адольфа Гитлера прекратить сопротивление и назначить Видкуна Квислинга премьер-министром. Квислинг, лидер фашистской партии Норвегии, объявил себя премьер-министром несколько часов назад в Осло в качестве главы немецкого марионеточного правительства; если бы Хокон VII официально назначил его, это фактически дало бы юридическую санкцию на вторжение. Бройер предложил Хокону последовать примеру датского правительства и его брата Кристиана X, которые сдались почти сразу же после вторжения предыдущего дня, и угрожал Норвегии жёсткими репрессиями, если она не сдастся. Хокон сказал Бройеру, что он не может принять решение сам, но только по совету Правительства. В то время как Хокон был бы вполне прав, если бы принял такое решение по своей собственной воле (поскольку объявление войны и мира является частью королевской прерогативы), даже в этот критический час он решил не отступать от конституционного обычая, согласно которому он обязан действовать только по совету Правительства.
Хотя сам Хокон не мог лично принять решение, он знал, что может использовать свой моральный авторитет, чтобы повлиять на него. Соответственно, Хокон сообщил Кабмину: «На меня глубоко влияет возложенная на меня ответственность, если требование Германии будет отклонено. Ответственность за бедствия, которые постигнут народ и страну, действительно настолько серьёзна, что я боюсь принять её. Решение остается за правительством, но моя позиция ясна. Со своей стороны, я не могу принять требования Германии. Это противоречило бы всему, что я считал своим долгом как короля Норвегии с тех пор, как я приехал в эту страну почти тридцать пять лет назад».
Хокон сказал, что он не может назначить Квислинга премьер-министром, потому что он знает, что ни народ, ни Стортинг не доверяют ему. Если бы Кабинет министров посчитал иначе, Король отрёкся бы от престола, чтобы не мешать решению правительства.
Нилс Хелмтвейт, министр Церкви и образования, позже написал: «Это произвело большое впечатление на всех нас. Более ясно, чем когда-либо прежде, мы могли видеть человека за словами; король, который провел линию для себя и своей задачи, линию, от которой он не мог отклониться. Мы через пять лет [в правительстве] научились уважать и ценить нашего короля, и теперь, благодаря его словам, он пришел к нам как великий человек, справедливый и сильный; лидер в эти роковые времена для нашей страны».
Руководствуясь позицией Хокона, правительство единогласно посоветовало ему не назначать правительство, возглавляемое Квислингом. В ту ночь NRK сообщило об отвержении правительством немецких требований к норвежскому народу. В той же передаче правительство объявило, что оно будет оказывать сопротивление вторжению Германии как можно дольше, и выразило свою уверенность в том, что норвежцы окажут поддержку делу.

### Правительство в изгнании
Монограмма короля стала символом сопротивления во время Второй мировой войны. Утром 11 апреля 1940 года, в попытке уничтожить непоколебимого короля и правительство Норвегии, бомбардировщики Люфтваффе совершили налёт на Ныбергсунд, уничтожив небольшой город, в котором находилось правительство. Нейтральная Швеция была всего в 16 милях от отеля, но шведское правительство решило, что «задержит и посадит» короля Хокона, если тот пересечет их границу, чего Хокон VII им никогда не простил. Норвежский король и его министры укрылись в заснеженных лесах и избежали гибели или попадания в плен, продолжая идти дальше на север через горы к Молде на западном побережье Норвегии.
После того, как британские силы оставили позиции вследствие бомбардировки Люфтваффе, король и его министры были доставлены в Молде на борт британского крейсера HMS «Глазго» и проплыли ещё 1000 километров на север в Тромсё, где 1 мая была учреждена временная столица. Хокон и наследный принц Улаф поселились в лесной хижине в долине Мольсельвдален в округе Иннер-Тромс, где находились до эвакуации в Великобританию. В Тромсё их охраной были члены местной стрелковой ассоциации, вооруженные винтовками Краг-Йергенсен.
До конца мая союзники довольно надежно удерживали Северную Норвегию. Однако ситуация резко изменилась в результате ухудшения ситуации в Битве за Францию. После того как немцы быстро захватили Францию, союзное верховное командование решило, что войска должны быть выведены из Северной Норвегии . Королевская семья и норвежское правительство были эвакуированы из Тромсё 7 июня на борту HMS «Девоншир», в общей сложности на корабле находился 461 пассажир. Эта эвакуация дорого обошлась Королевскому военно-морскому флоту, поскольку германские линкоры «Шарнхорст» и «Гнейзенау» атаковали и потопили находившийся неподалёку авианосец HMS «Глориес», с сопровождавшими его эсминцами ВМС Великобритании HMS «Арденте» и HMS «Акаста». «Девоншир» не ретранслировал отправленное «Глориес» сообщение о встреченном противнике, чтобы, нарушив радиомолчание, не выдать свою позицию. Более ни один британский корабль не получил сообщения с «Глориес», а 1519 британских офицеров и матросов погибли (из них 1207 человек на авианосце «Глориес») и три военных корабля были потеряны. «Девоншир» благополучно прибыл в Лондон, а король Хокон и его кабинет создали норвежское правительство в изгнании в британской столице.
Изначально король Хокон и наследный принц Улаф были гостями в Букингемском дворце, но с началом бомбардировок Лондона (сентябрь 1940 года), переехали в Боудаун-Хаус в Беркшире. Строительство рядом аэродрома ВВС Гринэм в марте 1942 года обусловило их следующий переезд в Foliejon Парк, в Винкфилд, возле Виндзора, в графстве Беркшир, где они и оставались до освобождения Норвегии. Официальной королевской резиденцией была норвежская дипломатическая миссия в 10 Palace Green, Кенсингтон, ставшая резиденцией норвежского правительства в изгнании. Здесь Хокон посещал еженедельные заседания Кабинета министров и работал над речами, которые регулярно транслировались по радио на Норвегию Всемирной Службой Би-Би-Си. Эти трансляции помогли закрепить позицию Хокона как важного национального символа норвежского сопротивления. Многие передачи были сделаны из норвежской церкви Святого Олафа в Ротерхите, где королевская семья регулярно молилась.

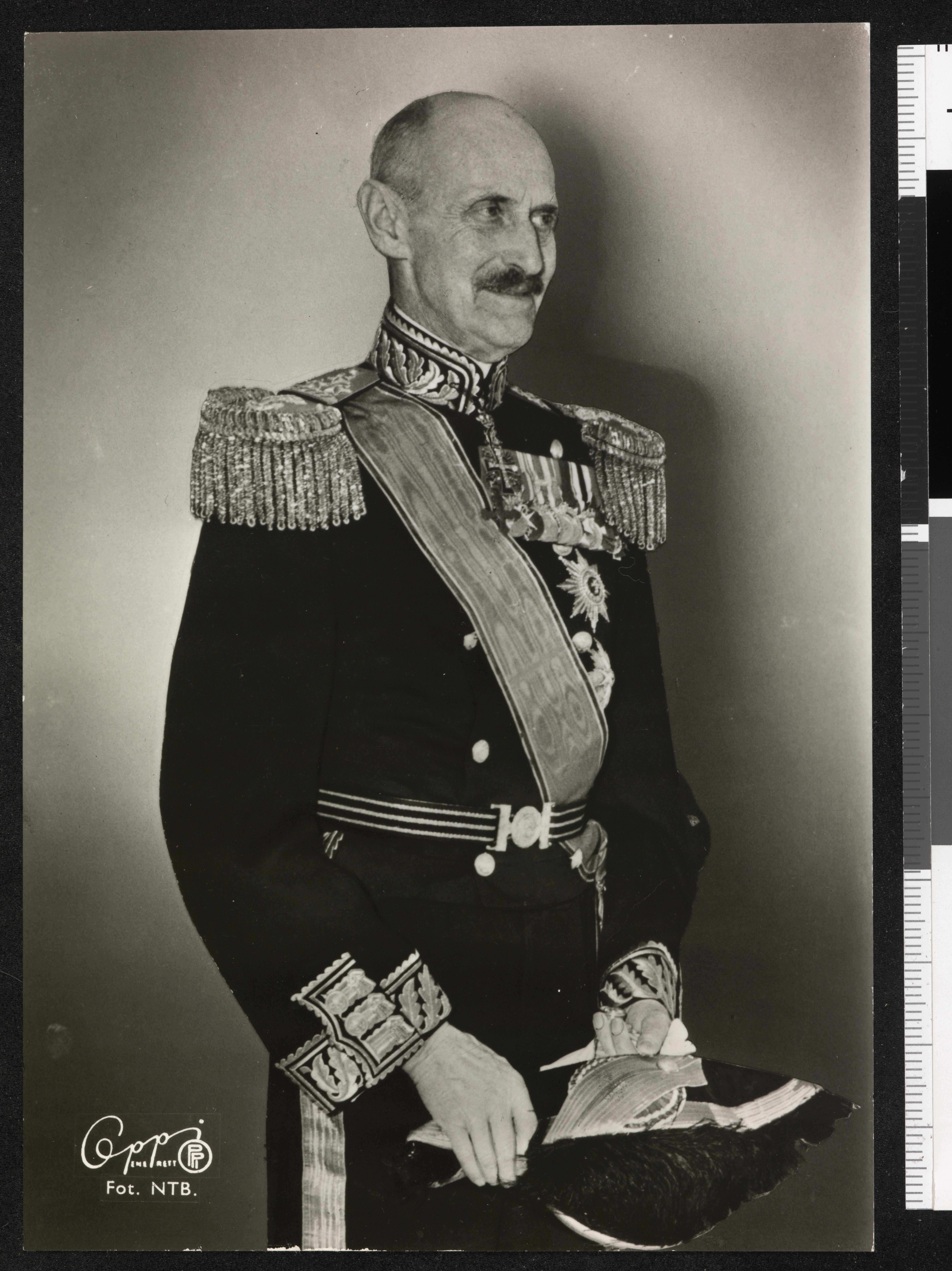
Король Норвегии Хокон VII в 1947 г.

## Семья
Был женат на своей двоюродной сестре Мод Великобританской, дочери Эдуарда VII. Двоюродными братьями Хокона VII (и одновременно внуками Кристиана IX) были Николай II, Георг V (родной брат Мод), Константин I (король Греции).
Король сменил имя на древненорвежское Хокон и стал именоваться Хоконом VII, его жена принцесса Мод стала королевой-консортом, а их сын стал норвежским кронпринцем Улафом сменив имя из Александра в Улафа (впоследствии став королем Улафом V). Семья переехала в Норвегию. 21 марта 1929 года наследный принц Олаф женился на своей двоюродной сестре-принцессе Швеции Марте. Она была дочерью сестры Хокона Ингеборг и Принца Карла Шведского, герцога Вестергётландского. У Улафа и Марты было трое детей: Рагнхильд (1930—2012), Астрид (род. 1932) и Харальд (род. 1937), который стал королем в 1991 году под именем Харальда V.

## В кинематографе
- «Выбор короля» (Норвегия—Ирландия, 2016). В роли Хокона VII — Эспер Кристенсен. Фильм рассказывает о событиях апреля 1940 года: начале немецкой оккупации Норвегии и отказе короля заключить пакт с Германией на условиях капитуляции и признания коллаборационистского правительства Квислинга.

## Воинские звания
- норвежский генерал (18 ноября 1905)
- норвежский адмирал (18 ноября 1905)
- датский адмирал (25 ноября 1905)
- британский адмирал (25 ноября 1905)
- германский адмирал (8 июля 1906)[11]

## Награды
- Большой крест ордена Святого Олафа (Норвегия)
- Большой крест ордена Леопольда I (Бельгия)
- Большой крест ордена Южного креста (Бразилия)
- Кавалер ордена Слона (Дания)
- Великий командор ордена Данеброг (Дания)
- Большой крест ордена Соломона (Эфиопия)
- Большой крест ордена Белой розы (Финляндия)
- Большой крест ордена Почётного легиона (Франция)
- Большой крест ордена Спасителя (Греция)
- Кавалер Высшего ордена Святого Благовещения (Италия)
- Большой крест ордена Сокола (Исландия)
- Большой крест ордена Хризантемы (Япония)
- Большой крест ордена Льва (Нидерланды)
- Большой крест ордена Солнца (Перу)
- Большой крест ордена Белого Орла (Польша)
- Большой крест ордена Христа (Португалия)
- Большой крест ордена Святого Бенидикта Ависского (Португалия)
- Большой крест ордена Сантьяго (Португалия)
- Большой крест ордена Меча и Башни (Португалия)
- Большой крест ордена Карла I (Румыния)
- Орден Святого Андрея Первозванного (Российская империя)
- Орден Святого Александра Невского (Российская империя, 25.10.1907)[12]
- Орден Белого Орла (Российская империя)
- Орден Святой Анны I степени (Российская империя)
- Орден Святого Станислава I степени (Российская империя)
- Орден Золотого руна (Испания)
- Рыцарь ордена Подвязки (Великобритания)
- Большой крест ордена Бани (Великобритания)
- Большой крест Королевского Викторианского ордена (Великобритания)
- Бальи Большого креста ордена Св. Иоанна (Великобритания)
- Кавалер ордена Серафимов (Швеция)
- Большой крест ордена Маха Чакри (Таиланд)
- Большой крест ордена Белого льва (Чехословакия)
- Большой крест с бриллиантами ордена Османие (Турция)
- Большой крест ордена Вендской короны (Мекленбург)
- Большой крест ордена Чёрного Орла (Пруссия)
- Большой крест ордена Красного Орла (Пруссия)